# Gajda (Sackpfeife)

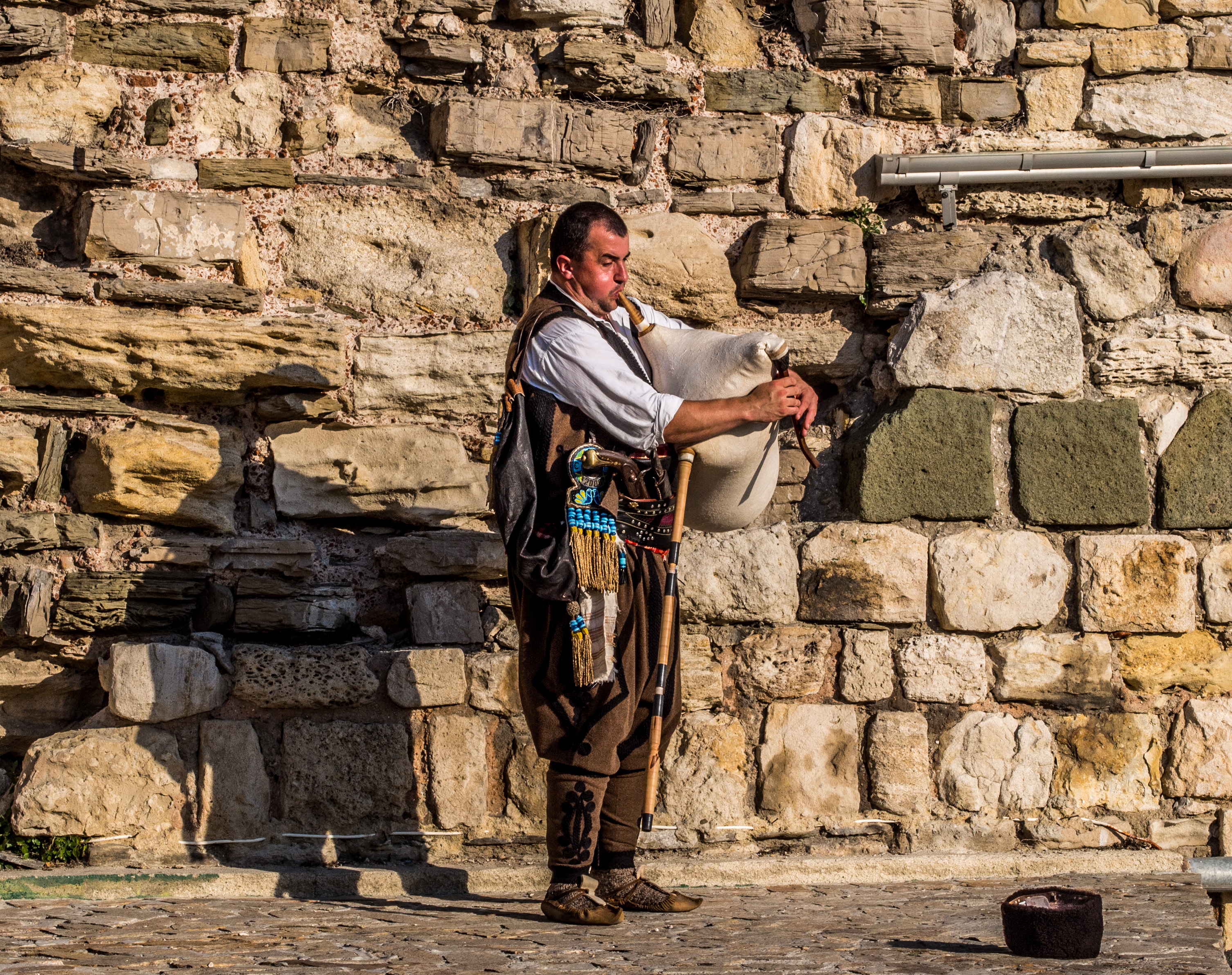
Bulgarische gajda. Straßenmusiker in Nessebar.

Gajda, auch gajde, gaida, gajdy, bulgarisch гайда, griechisch γκάϊντα gaïda, albanisch gajde/-ja, kroatisch gajde, türkisch gayda, mazedonisch und serbisch-kyrillisch гајда, ist eine Sackpfeife, die auf der südlichen Balkanhalbinsel, dort vor allem in der Region Thrakien, verbreitet ist. Zu den Verbreitungsgebieten gehören Nordgriechenland, Bulgarien, Nordmazedonien, Teile von Serbien, Kroatien (besonders Slawonien und Baranja) sowie Bosnien-Herzegowina und der europäische Teil der Türkei. Es werden zwei Modelle unterschieden: die kleinere džura gajda mit höherem Ton wird in Nordbulgarien und der Dobrudscha gespielt, wohingegen die kaba gajda (bulgarisch каба гайда, griechisch καμπά γκάϊντα) eine tief klingende Sackpfeife bezeichnet, die in den Rhodopen beheimatet ist.
Unter dem Titel „Dudelsack-Kultur“ wurden gajda und duda in der Slowakei 2015 in die UNESCO-Liste des immateriellen Kulturerbes der Menschheit aufgenommen.

## Bauform
Die gajda besteht aus einem Windsack (oft aus Ziegenhaut mit nach innen gewendetem Fell) und hölzernen Teilen, selten auch aus Hirschhorn. Dazu zählen ein Anblasrohr (bulgarisch lapalo oder duchalo), die etwa 30 cm lange Spielpfeife (kawal oder gajduniza) mit 8 Löchern und eine bis zu 60 cm langen Bordunpfeife des Basstons (ruchilo oder buchali).
Die Spielpfeife hat acht Grifflöcher, sieben auf der Vorder- und eins für den Daumen auf der Rückseite. Das oberste der sieben Löcher ist leicht mit einer Vogelfeder verstopft. Von der Spielpfeife hängt zum großen Teil die Klangfarbe der gajda ab, aber auch ihre Stimmung und Tonreinheit. Ein weiterer wichtiger Teil ist das ruchilo, die Bordunpfeife. Sie besteht aus drei aufeinander gesteckten Röhren und ist bei großen Dudelsäcken 80 bis 90 cm lang.

## Verbreitung
Sackpfeifen in Nordmazedonien, Albanien, Kosovo, Serbien und Kroatien werden gajde und in der Slowakei gajdy geschrieben. Die Umschrift des griechischen Instruments lautet gaida, des bulgarischen gajda oder gaida. In Albanien kommt die gajde nur im Süden an der Ostgrenze des Landes vor. In der Türkei heißt die thrakische Sackpfeife gayda und wird vom tulum an der östlichen Schwarzmeerküste unterschieden. Namensverwandt mit der gajda ist auch die spanische gaita. Vermutlich gehören zum Wortumfeld auch das im Maghreb gespielte arabische Doppelrohrblattinstrument ghaita sowie davon abgeleitet die algaita südlich der Sahara. In Mittel- und Osteuropa treffen die Bezeichnungen gajda und duda für mehrere Sackpfeifentypen aufeinander.
Die gajda ist das Hauptvolksinstrument in vielen Gegenden Bulgariens. In den Rhodopen ist sie besonders populär. Dort wird eine tiefe kaba gajda benutzt. Diese hat einen großen Windsack und einen lange ruchilo. Es gibt sie in verschiedenen Stimmungen – c1, h, b, seltener a. Die beliebteste ist die kaba gajda mit dem Grundton b. Diese ist häufig in Thrakien, der Dobrudscha und in anderen Gegenden Bulgariens anzutreffen.
Auf der gajda wird gewöhnlich solo oder mit Begleitung der großen Trommel tapan gespielt. In der Regel wird sie auf dem Dorfplatz geblasen, aber sie erklingt auch im Haus. Nur selten finden Hochzeiten und Dorffeste in Bulgarien ohne den Dudelsack statt.

## Töne
Der Tonumfang der gajda ist verhältnismäßig klein. Im tiefen Register ist sie diatonisch und im hohen gibt es auch Halbtonschritte. Geübte Dudelsackpfeifer erzeugen durch halbes Abdecken der Löcher und Überblasen auch Halbtöne. Das ruchilo spielt immer die 5. Stufe des Grundtons, jedoch zwei Oktaven tiefer – also das große G. Größtenteils enden die Melodien auf der 5. Stufe. In seltenen Fällen kann die Melodie auch auf einer anderen Stufe enden (2. oder 3.), wobei auf diese Weise ein zweites tonales Zentrum entsteht.
Die auf der gajda gespielten Lieder zeichnen sich durch einen charakteristischen Beginn aus: Auf die Oktave folgt ein Glissando – Aufstieg bis zum höchsten Ton, der None und darauf unerwarteterweise ein Absinken zur Quinte. Auf der gajda werden sowohl langsame, schleppende, verzierte wie auch Reigenmelodien in den verschiedensten Taktarten ausgeführt. Die tiefen Töne werden in den schnellen Reigenmelodien seltener verwendet. Die höchsten Töne sind außerordentlich laut und kreischend.
Besondere Bekanntheit erlangte in Bulgarien das Orchester 100 Kaba Gaidi in den Rhodopen mit seinen 100 gajdas.